# Роксанда Илинчић
Роксанда Илинчић (Београд, 1975) је српска светски позната модна креаторка која живи и ради у Лондону. Власница је модног бренда РОКСАНДА који је 2005. године представила на Лондонској недељи моде. Модна линија РОКСАНДА доступна је у 122 дистрибутера широм света. Продавницу у Лондону отворила је 2014. године. Њене моделе носе многе познате личности укључујући Кејт Мидлтон и Мишел Обаму.

## Каријера
Позната је по вечерњим и елегантним хаљинама, а временом се асортиман проширио и на купаће костиме, ручне торбе као и дечје хаљине. Одликују је јаке боје, луксузни материјали и чисте и елегантне линије. За своје моделе углавном користи природне материјале, најчешће свилу. Од стране познатог магазина Харперс Базар добила је награду за пословну жену 2014. године.
Роксанда је са својим модним креацијама први пут учествовала на Лондонској недељи моде 2005. године, а наредне године је приказала своју прву колекцију сачињену од 13 хаљина. Она сваке године дизајнира четири колекције, а након рођења ћерке основала је и дечју линију Блосом. Јуна 2014. године у Лондону је отворена прва продавница Роксандине модне куће РОКСАНДА. Данас се њене креације продају у преко 40 земаља широм света.
Неке од њених познатих муштерија су Кејт Мидлтон, Мишел Обама, Саманта Камерон, супруга британског премијера Дејвида Камерона, Лејди Гага, Шарлиз Терон, Кристен Стјуарт, Ејми Адамс, Кира Најтли, Тандивеј Њутон, Розамунд Пајк, Тилда Свинтон, Емили Блант, Кејт Хадсон, Бјерк, Гвинет Палтроу, Кејт Бланчет, Ен Хатавеј, итд.

## Приватни живот
Име је добила по принцези из народне песме Женидба Душанова. Као дете путовала је по свету са мајком и оцем, приватним предузетником. Мајка је била колекционар креација Ив Сен Лорана.  Још као девојчица, Роксанда је знала да жели да постане модни креатор након што је са мајком посетила балетску представу где се заљубила у костим.
Студирала је архитектуру и дизајн на Факултету примењених уметности Универзитета у Београду. Године 1999. преселила се у Лондон где је наставила школовање на престижном модном колеџу Сент Мартинс, на којем је завршила мастер 2002. године. Удата је за Филипа Буена де Мескита, власника бренда за ципеле под називом Акупунктура. Имају ћерку Ефимију.